# Уауа
Уауа (порт. Uauá)  —  муниципалитет в Бразилии, входит в штат Баия. Составная часть мезорегиона Северо-восток штата Баия. Входит в экономико-статистический  микрорегион Эуклидис-да-Кунья. Население составляет 27 196 человек на 2006 год. Занимает площадь 2950,274 км². Плотность населения — 9,2 чел./км².

## История
Город основан 9 июля 1926 года. 

## Статистика
- Валовой внутренний продукт на 2003 год составляет 37 323 527,00 реалов (данные: Бразильский институт географии и статистики).
- Валовой внутренний продукт на душу населения на 2003 год составляет 1400,82 реалов (данные: Бразильский институт географии и статистики).
- Индекс развития человеческого потенциала на 2000 год составляет 0,616 (данные: Программа развития ООН).

## География
Климат местности: полупустыня.